# 我很愉快
《我很愉快》是新加坡歌手孫燕姿所錄製的一首單曲，選自她的第13張個人專輯《跳舞的梵谷》，為專輯的第二支主打歌，於2017年10月31日晚上9點全球首播，次日凌晨開放數位下載發行。

## 歌曲背景
《我很愉快》的詞曲均由台灣音樂人吕康惟創作，是一首哀傷的抒情歌曲，與歌名產生對比反差。孫燕姿在初聽到這首歌曲的Demo，便感受到歌曲平静中卻充斥著濃烈的絕然孤獨感，非常符合專輯“理智與瘋狂並行”的主旨，因此她決定將這首歌選為專輯的第二主打歌。

## 音樂錄影帶
本作的音樂錄影帶由孫燕姿長期合作的導演黃中平執導，影片將以黑白效果呈現。孫燕姿在MV內以婚紗造型出鏡，亦有開車衝入大海的畫面。完整MV將於11月4日播出。